# Rhinophylla fischerae
Rhinophylla fischerae är en fladdermusart som beskrevs av Carter 1966. Rhinophylla fischerae ingår i släktet Rhinophylla och familjen bladnäsor. IUCN kategoriserar arten globalt som livskraftig. Inga underarter finns listade i Catalogue of Life.
Arten förekommer i Amazonområdet samt i angränsande regioner av Peru, Ecuador, Colombia och Venezuela. Den lever i tropiska regnskogar, i fuktiga lövfällande skogar och i trädodlingar. Födan utgörs främst av frukter. Honor har antagligen bara en unge per kull.